# Турция на зимних Олимпийских играх 1976
Турция принимала участие в зимних Олимпийских играх 1976 года в Инсбруке (Австрия) в седьмой раз за свою историю, пропустив зимние Олимпийские игры 1972 года, но не завоевала ни одной медали.

## Состав сборной
Страну представляли 9 спортсменов, выступивших в соревнованиях по горнолыжному спорту и лыжным гонкам.
Самым младшим участником сборной был 19-летний Эрсин Айрыкса, самым старшим — 27-летний Шереф Чинар
.

## Результаты

### Горнолыжный спорт
| Спортсмен       | Соревнование      | 1 спуск        | 1 спуск | 2 спуск        | 2 спуск | Итог    | Итог  |
| Спортсмен       | Соревнование      | Время          | Место   | Время          | Место   | Время   | Место |
| --------------- | ----------------- | -------------- | ------- | -------------- | ------- | ------- | ----- |
| Мюмтаз Демирхан | Скоростной спуск  |                |         |                |         | 2:06,01 | 64    |
| Ахмет Кыбыл     | Скоростной спуск  |                |         |                |         | 2:03,74 | 63    |
| Ахмет Кыбыл     | Гигантский слалом | не финишировал | —       | —              | —       | —       | —     |
| Эрсин Айрыкса   | Гигантский слалом | не финишировал | —       | —              | —       | —       | —     |
| Мурат Торсун    | Гигантский слалом | 2:17,99        | 79      | не финишировал | —       | —       | —     |
| Мюмтаз Демирхан | Гигантский слалом | 2:17,58        | 78      | не финишировал | —       | —       | —     |
| Ахмет Кыбыл     | Слалом            | не финишировал | —       | —              | —       | —       | —     |
| Мурат Торсун    | Слалом            | не финишировал | —       | —              | —       | —       | —     |
| Эрсин Айрыкса   | Слалом            | 1:22,60        | 43      | 1:29,18        | 37      | 2:51,78 | 37    |

### Лыжные гонки
| Дистанция | Спортсмен    | Результат  | Результат |
| Дистанция | Спортсмен    | Время      | Место     |
| --------- | ------------ | ---------- | --------- |
| 15 км     | Явуз Озбей   | 55:47,55   | 72        |
| 15 км     | Шереф Чинар  | 52:50,67   | 70        |
| 15 км     | Саджит Озбей | 52:15,41   | 66        |
| 15 км     | Бахри Йылмаз | 51:57,08   | 64        |
| 30 км     | Ахмет Юнал   | 1’51:14,75 | 66        |
| 30 км     | Бахри Йылмаз | 1’45:15,78 | 62        |

Эстафета 4×10 км (мужчины)
| Спортсмены                                       | Результат       | Результат |
| Спортсмены                                       | Время           | Место     |
| ------------------------------------------------ | --------------- | --------- |
| Саджит Озбей Бахри Йылмаз Шереф Чинар Явуз Озбей | не финишировали | —         |